# درينا دي نيرو
درينا دي نيرو (بالإنجليزية: Drena De Niro)‏ هي عارضة ومنتجة أفلام وممثلة أمريكية، ولدت في 3 سبتمبر 1967 بنيويورك في الولايات المتحدة.

## أعمال

### أفلام
- (1997) ذيل الكلب[11][12][13]
- (2000) مغامرات روكي وبولوينكل
- (2011) ليلة رأس السنة[14]
- (2015) المتدرب[15][16]
- (2015) جوي[17]
- (2018) مولد نجم[18][19]

## وصلات خارجية
- درينا دي نيرو على موقع IMDb (الإنجليزية)
- درينا دي نيرو على موقع ألو سيني (الفرنسية)
- درينا دي نيرو على موقع أول موفي (الإنجليزية)
- درينا دي نيرو على موقع قاعدة بيانات الأفلام السويدية (السويدية)
- درينا دي نيرو على موقع ديسكوغز (الإنجليزية)
- درينا دي نيرو على موقع قاعدة بيانات الفيلم (الإنجليزية)
- درينا دي نيرو على موقع كينوبويسك (الروسية)